# Theodor Storm
Theodor Storm (14. září 1817 Husum, Německo – 4. července 1888 Hademarschen, Německo) byl německý advokát, spisovatel a básník. 

## Životopis
Narodil se v rodině advokáta Johanna Storma (1790–1874) a Lucie roz. Woldsen (1797–1879). Měl šest sourozenců. Byl dvakrát ženatý: první ženou byla Helene Esmarch (1825–1865), se kterou měl osm dětí, druhou ženou Dorothea Jensen.
Po studiích na gymnáziu v Lübecku studoval práva nejprve Kielu a potom v Berlíně. Literatuře se začal věnovat až ve svých 25 letech. Svoji advokátní kariéru začal v roce 1843 v Husumu. Po svatbě (1846) nastoupil do pruských státních služeb. Později se přestěhoval do Heiligenstadtu. Do rodného Husumu se vrátil v roce 1864, kde pracoval jako nejvyšší správní a soudní úředník. Po odchodu do penze se usadil v Hademarschenu.

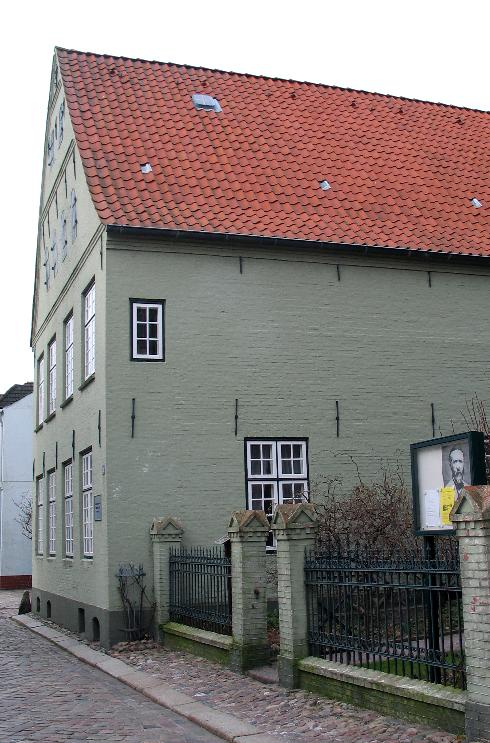
Rodný dům Theodora Storma v Husumu

## Dílo (výběr)
- Im Saal
- Immensee
- Auf dem Staatshof
- Veronika
- Im Schloß
- Auf der Universität
- Eine Malerarbeit
- In St. Jürgen
- Eine Halligfahrt
- Draußen im Heidedorf

### Dílo vydané v češtině
- Viola Tricolor – Theodor Storm; úvod F. Sekanina; přeložila Blažena Bassová; in: 1000 nejkrásnějších novel... č. 31. Praha: J. R. Vilímek, 1912

- STORM, Theodor. Včelí jezero. Překlad Kamila Jiroudková. 2. vyd. Praha: Mladá fronta : Naše vojsko, 1977. 155 s.